# Conrad Helfrich
Conrad Emil Lambert Helfrich (Semarang, Indias Orientales Neerlandesas,11 de octubre de 1886 – La Haya, Países Bajos, 20 de septiembre de 1962) fue un militar de la Armada Real de los Países Bajos que participó en la Segunda Guerra Mundial como comandante general de todas las fuerzas en las Indias Orientales Neerlandesas. Luego de perder la batalla del mar de Java, Japón se hizo con las Indias Orientales Neerlandesas huyó al Ceilán británico. Regresó con el rango de teniente almirante (Lieutenant Admiral) a las Indias Orientales Neerlandesas y representó a los Países Bajos en el acta de rendición de Japón.

## Biografía
Nació en Semarang el 11 de octubre de 1886. Fue hijo de un médico holandés del Real Ejército de las Indias Orientales Neerlandesas y de una mujer nativa. A los 17 años fue a Holanda con la intención de convertirse en oficial. Ingresó en el Instituto Naval de Den Helder terminando sus estudios cuatro años después.

### Carrera profesional
Presto juramento como oficial de la marina y participó en las expediciones de Bali en 1908. En 1922 ingresó en la Escuela Superior Naval Militar de Holanda, donde ejerció como maestro durante tres años, pasando a ser jefe de personal de la marina en las Indias Orientales Neerlandesas en 1931. Comandó el escuadrón NEI de 1935 a 1937. Al terminar ese periodo, fue director de la Escuela Militar Naval Superior (Hogere Marine Krijgsschool), donde permaneció aproximadamente un año y medio.

#### Segunda Guerra Mundial
Helfrich fue nombrado comandante general de todas las fuerzas en las Indias Orientales Neerlandesas en octubre de 1939. El 7 de diciembre de 1941, los japoneses atacaron Pearl Harbor con el fin de demorar el abastecimiento de las floras estadounidenses. El 8 de diciembre de 1941 se llevó a cabo la invasión japonesa de Tailandia. En el lapso de 5 horas, los japoneses derrotaron a Tailandia. Había estallado la guerra en el Lejano Oriente.
Los británicos pidieron submarinos y aviones a los neerlandeses para defender de Malasia y Singapur. Durante este tiempo, Helfrich hundió varios barcos japoneses lo que le valió el apodo de "Ship-a-day" Helfrich en la prensa porque bajo su mando en los primeros 54 días de la guerra con Japón, la armada neerlandesa logró hundir 54 barcos.
En enero de 1942 las naciones aliadas acordaron integrarse en un mando combinado, el Comando Estadounidense-Británico-Neerlandés-Australiano (ABDA). El almirante Thomas C. Hart de la Marina de los Estados Unidos fue nombrado comandante de la flota. Helfrich retuvo el mando de las fuerzas navales locales, pero no pudo influir en las directivas estratégicas. El 27 de enero cayó Malasia, el 12 de febrero cayó Singapur.
A mediados de febrero, después de la presión política de los gobiernos británico y neerlandés, que reemplazó al almirante Thomas Hart, como comandante en jefe de todas las fuerzas navales aliadas en las Indias Orientales Neerlandesas.Ordenó resistir y luchar. Ordenó al Combined Striking Force, algunos barcos de guerra aliados que se encontraban en el área, que defienda Java. El 27 de febrero de 1942 los japoneses atacaron y se libró la batalla del mar de Java. Los japoneses ganaron la batalla. En esta batalla, el Comando perdió la mayor parte de la fuerza aliada y cientos de vidas, incluida la de su comandante, el contralmirante Doorman.

##### Exilio
Tras la derrota dejó las Indias Orientales Neerlandesas. En marzo de 1942 se dirigió a Colombo, Ceilán británico. Ahí estableció un nuevo cuartel general para los barcos indemnes. Fue nombrado BSO (Bevelhebber Strijdkrachten Oosten), puesto que le otorgaba el control de las fuerzas navales y militares que quedaban en Oriente. Este puesto, en la práctica, era decorativo ya que no tenía control real sobre las naves. Permaneció en el Ceilán británico hasta el fin de la guerra.

#### Después de la guerra

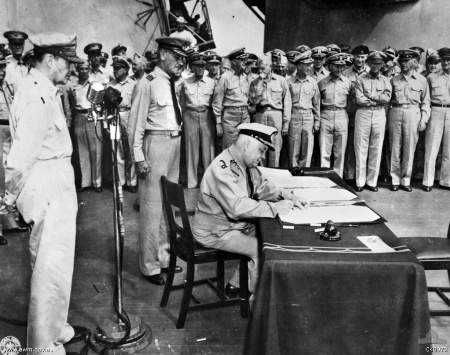
El teniente almirante Helfrich, en representación del Reino de los Países Bajos, firmando la rendición de Japón a bordo del USS Missouri. Está siendo observado por un compatriota y por el general Douglas MacArthur, Comandante Supremo Aliado, al micrófono.

En 1945, recibió el mando de todas las fuerzas navales neerlandesas y fue ascendido a teniente almirante. El 2 de septiembre de 1945, firmó el Acta de Rendición de Japón a bordo del acorazado USS Missouri en nombre del Reino de los Países Bajos.
Helfrich regresó a las Indias Orientales Neerlandesas el 1 de octubre de 1945, donde estuvo al mando de las fuerzas neerlandesas hasta el 24 de enero de 1946, cuando se eliminó el cargo de comandante de las fuerzas armadas en el Este. Durante ese tiempo, Helfrich tuvo que lidiar con la revolución indonesia, revolución que llevaría a la independencia de Indonesia. Se opuso al compromiso con Sukarno y, con el apoyo del Jefe del Estado Mayor General Hendrik Johan Kruls, se opuso sin efecto, al Acuerdo de Linggadjati del 15 de diciembre de 1946.
Permaneció al mando hasta su retiro de la marina, el 1 de enero de 1949.

### Últimos años
Escribió sus memorias, que se publicaron en 1950 y murió en La Haya, el 20 de septiembre de 1962.

### Honores y premios
Por sus servicios durante la Segunda Guerra Mundial, Helfrich recibió varios premios. Fue Comandante de la Orden de Orange-Nassau, Caballero Gran Cruz de la Orden del León de los Países Bajos, Caballero Comendador Honorario de la Orden del Baño (Reino Unido) y recibió la Cruz de Plata de la Orden Virtuti Militari (Polonia).